# Križanje v rumenem
Križanje v rumenem je slika Marca Chagalla. Naslikana je bila leta 1943 in je na ogled v Musée National d'Art Moderne v Parizu v Franciji.

## Opis
Delo je predelalo številne teme, ki so se prvič pojavile v Chagallovem bolj znanem umetniškem delu Belo križanje, kjer je bilo trpljenje judovskih žrtev holokavsta posredovano skozi podobo Jezusa Kristusa kot Juda.
Jezus ni osrednja podoba te slike, temveč si platno deli z velikim zelenim zvitkom Tore in angelom. Ta postavitev poudarja judovski značaj Jezusa v tem delu, ki ga podpira Jezus, ki nosi judovski molitveni šal (talit) in tefilin.
Okoliške podrobnosti so prizori iz programov, ki se odvijajo v Evropi. Na desni je goreč štetl, obkrožen s postavami v stiski. Pod tem je Jud v tradicionalnih judovskih oblačilih (in plakat) in bežeča ženska z otrokom. Slednji prizor spominja na zgodbo o Jezusovem begu v Egipt kot otroku.
Druga tema, ki je bila predelana v Križanju v rumenem, ki se je prvič pojavila v Belem križanju, je prisotnost ladje. Bistvena razlika je v tem, da je na tej sliki prikazana ladja, ki tone v vode. To je nedvomno aluzija na katastrofo Strume leta 1942. Dejstvo, da Jezus gleda navzdol na ladjo in opazuje potnike, naj bi posredovalo umetnikov lastni prehod v New York iz Evrope, ki se je zgodil z ladjo.
Druge podrobnosti vključujejo ribe, ki skačejo iz morja, in kozo.

## Vpliv
Reformirani teolog Jürgen Moltmann omenja to sliko kot svojo muzo med pisanjem Križanega Boga, knjige, ki so jo po Auschwitzu imenovali krščanska teologija:
»Pred menoj visi slika Marca Chagalla Križanje v rumenem. Prikazuje lik križanega Kristusa v apokaliptičnem položaju: ljudje tonejo v morje, ljudje so brezdomci in bežijo, v ozadju pa plamti rumeni ogenj. In s križanim  se pojavi Kristus, angel s trobento in odprtim zvitkom knjige življenja [Raz 14,6]. Ta slika me spremlja že dolgo časa. Simbolizira križ na obzorju sveta in si jo lahko predstavljamo kot simbolni izraz študij, ki sledijo.«